# Mauzoleum rodziny Güttlerów
Mauzoleum rodziny Güttlerów – grobowiec rodziny Güttlerów zlokalizowany w Złotym Stoku. Znajduje się na XVI-wiecznym cmentarzu przy ul. 3 Maja. Jest to budynek przypominający wyglądem klasyczną grecką świątynię. We wnętrzu znajduje się ołtarz, ławy oraz ośmiu pochowanych członków rodziny Güttlerów.
Mauzolemum wpisane jest do rejestru zabytków jako część cmentarza:
- cmentarz, ob. komunalny, 2 poł. XVI, 1869, 1880, nr rej.: A/2107/1-2 z 30.04.2010
- mauzoleum rodziny Guttlerów, XIX, nr rej.: jw.

## Historia
Rodzina Güttlerów miała duży wpływ na rozwój miasta. Rozwinęli miasto szczególnie pod kątem przemysłu. Zakładali fabryki i hutę arszeniku, dając tym pracę tysiącom osób. Güttlerowie postawili pierwszą elektrownię i osiedle robotnicze w Złotym Stoku. Po śmierci Wilhelma Güttlera jego żona zainicjowała budowę grobowca. Grobowiec wybudowano w 1874 roku i pochowany został tam Wilhelm Güttler. Z czasem liczba pochowanych tam osób rosła, a finalnie w 1938 roku liczba zatrzymała się na ośmiu członkach rodziny. 

## Wygląd
Budynek w stylu architektury palladiańskiej o układzie centralnym. Składa się z podziemnej krypty i kaplicy na górnym poziomie. Elewacja z okładziną z płyt piaskowca, część cokołowa wyróżniona granitem łamanym. Wejście do kaplicy z kolumną w porządku doryckim zwieńczone tympanonem. Na belkowaniu napis REQIESCANT IN PACE (łac. Niech spoczywają w pokoju). Kaplica przesklepiona kopułą na tamburze, zdobiona kasetonami. Po obu stronach portalu kamienne tablice z biblijnymi inskrypcjami. Kaplica zabezpieczona jest dodatkowo kratą z tarczą z inicjałami rodu. 

## Pochowani członkowie rodziny Güttlerów
- Wilhelm Güttler Sr. (1822-1874)
- Pauline Güttler (1825-1898)
- Walther Güttler (1887 -1893)
- Berthold Güttler (1895-1897)
- Hermann Güttler (1857-1906)
- Wolfgang Güttler (1893-1913)
- Luisa Güttler (1896-1936)
- Wilhelm Güttler Jr. (1884-1938)[6]

## Galeria

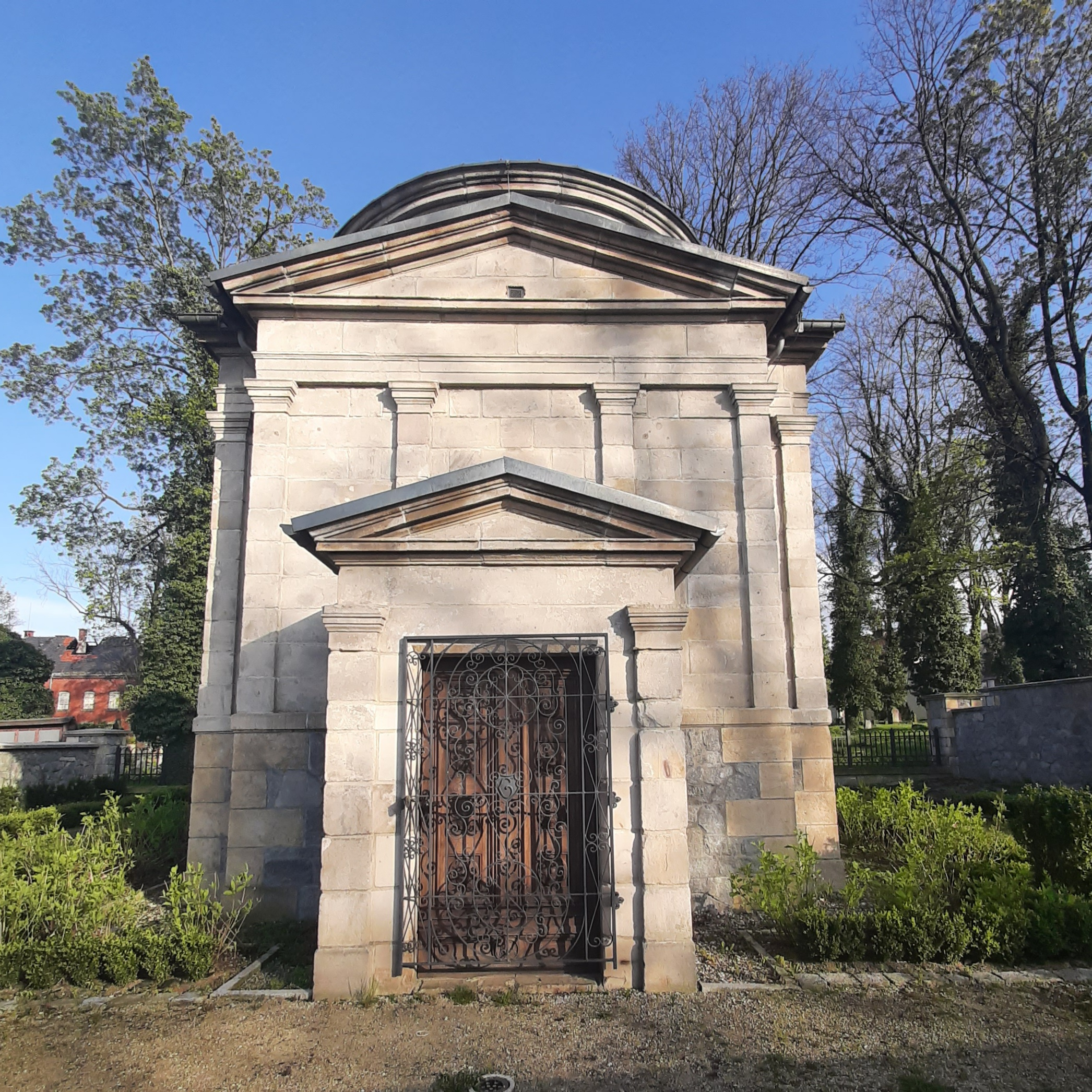
widok z tyłu
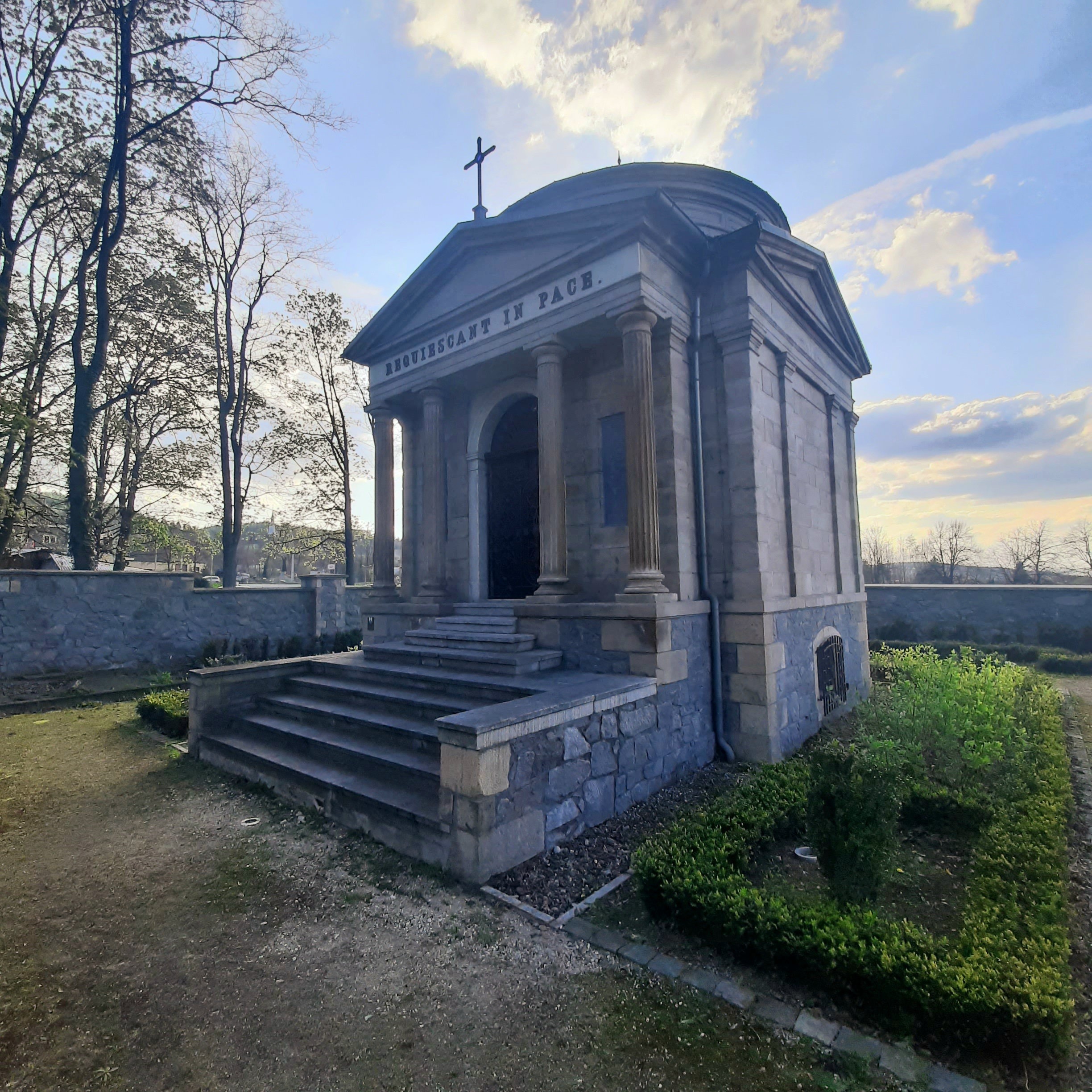
widok z boku